# Správní úřad
Správní úřad je organizační jednotka zřízená zákonem, jejíž působnost je stanovena zákonem (čl. 79 Ústavy), která vystupuje navenek prostřednictvím svých orgánů nebo zástupců, kteří jednají jménem subjektu či za subjekt (např. stát), jehož je správní úřad organizační součástí (organizační složkou). Atributem úřadu je pak trvalost, to znamená, že úřad v tomto pojetí existuje bez ohledu na personální změny v něm. Dalším znakem je i absence právní subjektivity; úřad je vždy non-subjekt. Dnes se v českém právu termín správní úřad používá i například v označeních některých typů či věcných působností úřadů: například silniční správní úřad, drážní správní úřad atd. 

## Správní úřad jako správní orgán
Správní orgány jsou dvojího typu: 
- správní orgány neúředního typu (např. vláda České republiky, zastupitelstvo kraje, zastupitelstvo obce)
- správní orgány úředního typu (správní úřady)
  - ústřední správní úřady (15 úřadů: Úřad vlády České republiky a všechna ministerstva)
  - další ústřední správní úřady, které nemají nadřízený správní úřad (17 úřadů, např. Český úřad zeměměřický a katastrální, Energetický regulační úřad, Národní bezpečnostní úřad, Úřad průmyslového vlastnictví, atd., viz § 2 zákona č. 2/1969 Sb., o zřízení ministerstev a jiných ústředních orgánů státní správy, v pl.z.)
  - podřízené správní úřady (478 úřadů, např. úřady podléhající jednotlivým ministerstvům, krajský úřad, obecní úřad, katastrální úřad, obvodní báňský úřad)

Správní orgány úředního typu (správní úřady) jsou součástí výkonné moci a při výkonu státní působnosti podléhají vládě, která je metodicky řídí prostřednictvím interních normativních aktů. Správní úřady mohou postupovat jen na základě a v mezích zákona (secundum et intra legem). Na rozdíl od soudů jsou vázány i podzákonnými právními předpisy (vyhláškami ministerstev a jiných ústředních správních úřadů a nařízeními vlády). 
Při výkonu správní působnosti správní úřad působí jako správní orgán, orgán veřejné moci. Typickým správním orgánem státu je státní úřad neboli orgán státní správy, jako správní orgán státu však může působit i úřad samosprávného celku neboli orgán územní samosprávy (v Česku kraje, obce nebo městského obvodu či městské části) při výkonu přenesené působnosti. Například působnost matričního úřadu vykonávají mj. obecní úřady, obecní úřady obcí s rozšířenou působností a kraje v rámci své přenesené působnosti. Seznam orgánů veřejné moci poskytuje například systém Czech POINT.
Správním orgánem mohou být na základě zákona z titulu své funkce a při jejím výkonu i fyzické osoby (např. veřejná stráž, prezident republiky aj.) Rovněž při výkonu policejních působností je mnohdy správním orgánem konkrétní strážník či policista, nikoliv příslušná policie jako organizace. Taková osoba se při výkonu své pravomoci a odpovědnosti označuje jako úřední osoba.
V souvislosti se zrušením okresních úřadů došlo k přenesení výkonu státní správy ze státních orgánů na územní samosprávné celky (obce a kraje), které zajišťují výkon státní správy v rámci přenesené působnosti. Tato skutečnost[zdroj⁠?!] modifikovala výše uvedenou charakteristiku správního úřadu ve smyslu funkčního pojetí – zákon přiznává postavení úřadu určitým osobám, útvarům v rámci organizační jednotky nebo také několika organizačním jednotkám společně.

## Výlučné správní úřady
Při výkonu státní správy jsou správní úřady územně dekoncentrovány, tzn. je jich více stejného druhu a každý vykonává svou pravomoc pouze vůči určitému území. Výjimkou jsou ústřední orgány státní správy a další úřady podobného charakteru, pokud je zřízen jen jeden, a pak ty správní úřady, jimž je svěřena výlučná pravomoc v určitém oboru pro celé území státu. Jde např. o:
- Magistrát hlavního města Prahy
  - povolování uzavření manželství prostřednictvím zástupce, pokud žádný ze snoubenců nemá a neměl trvalý pobyt na území České republiky.[8]
- Úřad městské části Praha 1
  - vydávání vysvědčení o právní způsobilosti k uzavření manželství nebo ke vstupu do registrovaného partnerství, pokud žadatel trvalý pobyt na území České republiky nikdy neměl[9]
  - evidence osob, které nabyly nebo pozbyly české občanství, zjišťování tohoto občanství a vydávání osvědčení o tomto občanství, pokud daná osoba trvalý pobyt na českém území nikdy neměla[10]
  - úschova výsledků hlasování při volbách do Parlamentu České republiky, které proběhlo na zastupitelských úřadech v zahraničí[11]
  - povolování změny jména nebo příjmení, pokud žadatel trvalý pobyt na českém území nikdy neměl[12]
  - zápis rozhodnutí soudu o prohlášení osoby za mrtvou ve všech případech[13]
- Magistrát města Brna
  - vydávání občanských průkazů[14] nebo cestovních pasů[15], pokud daná osoba trvalý pobyt na českém území nikdy neměla
- Úřad městské části Brno-střed
  - vedení matričních knih, do kterých se zapisuje narození, uzavření manželství, vznik partnerství a úmrtí občanů, ke kterým došlo v cizině (tzv. zvláštní matrika)[16]